# Tanjungsari (Tirtomoyo)
Tanjungsari is een bestuurslaag in het regentschap Wonogiri van de provincie Midden-Java, Indonesië. Tanjungsari telt 2373 inwoners (volkstelling 2010).